# Afrika rapport
Afrika rapport er en dokumentarfilm, der er instrueret af Nils Carstensen.